# Коронационная медаль Эдуарда VII для мэров
Коронационная медаль Эдуарда VII для мэров и прево — специальная памятная медаль Великобритании, выпущенная в ознаменование коронации короля Великобритании Эдуарда VII и его супруги, королевы Александры для вручения мэрам и прево.

## История
Коронация Эдуарда VII была назначена на 26 июня 1902 года, однако за несколько дней до этой даты у короля случился аппендицит, потребовавший немедленной операции, поэтому единственный раз за всю историю Великобритании коронацию перенесли, и она состоялась 9 августа того же года в Вестминстерском аббатстве Лондона. В честь данного события были учреждены специальные памятные медали, с указанием на реверсе даты планируемого на 26 июня мероприятия:
- Обычная – для вручения членам королевской семьи, сановниками, старшим правительственным чиновникам и военным офицерам, присутствовавшим на церемонии коронации;
- Гражданская – для вручения мэрам городов и прево;
- Полицейская – для вручения служащим полиции, дежурившим во время официальных коронационных мероприятий.

Если обычная медаль вручалась преимущественно военным, то медаль мэров и прево была предназначена для гражданских служащих муниципалитетов.

## Описание
Серебряная медаль круглой формы.

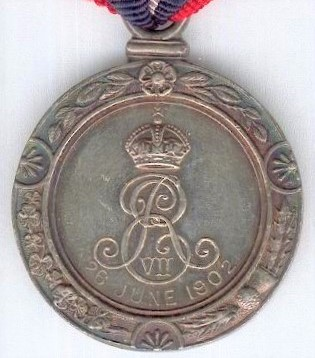
Аверс медали

Аверс медали с широкой каймой, разбитой Т-образно круглыми медальонами на три части. В верхней части каймы изображена Роза Тюдоров с отходящими от неё по бокам ветвями розовых листьев (символ Англии), во второй части – листья клевера (символ Ирландии), в третьей – цветок чертополоха с двумя листами (символ Шотландии). В медальонах изображение солнца. В центре медали изображение профильных погрудных портретов короля Эдуарда VII и королевы Александры, в королевских одеяниях и коронах на головах (если в Коронационной медали профили смотрят геральдически вправо, то в описываемой медали – геральдически влево).
Реверс медали с аналогичной аверсу каймой. По центру под короной королевская монограмма. Ниже дата – «26 June 1902».
 Медаль при помощи кольца крепится к шёлковой муаровой ленте красного цвета с широкой полосой тёмно-синего цвета обременённой по центру белой полоской.